# Jakt (velero)
Un jakt es un velero de casco plano con un solo mástil, ancho, pequeño y de navegación rápida, probablemente de origen holandés. Los jakts tenían bauprès y botalón, y vela cangreja con velas mayores, gavias y dos o tres velas de trinquete ( foques ). También solía tener el llamado breifokk, una especie de foque.

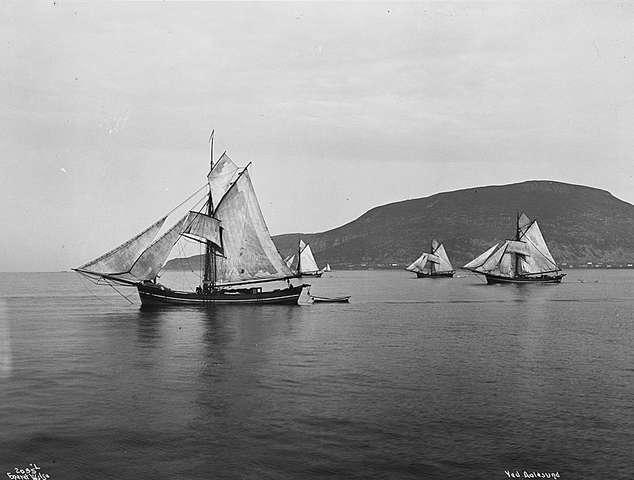
Jakt navegando

## Etimología
El término jakt tiene su origen en la expresión holandesa jacht o jachtschip, que hace referencia a un velero veloz. La palabra también es el origen del término inglés yacht, aunque este término describe un tipo de embarcación completamente diferente – una embarcación de recreo de tamaño grande.

## Descripción

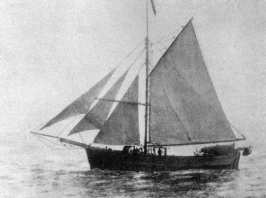
"Gjøa", el jakt Hardanger que se convirtió en el barco de hielo de Amundsen.

Los jakts se construyeron principalmente como cargueros para fiordos y zonas costeras cercanas, pero también se podían utilizar jakts más grandes y de nueva construcción para navegar cruzando el Océano Atlántico. Este tipo de barco se construyó basándose en las experiencias e ideas de los distintos constructores de barcos sobre los detalles de construcción que ofrecían las mejores propiedades de uso.

## Jakts tipo galea
Últimamente se han hecho jakts más grandes y más largos, a menudo aparejados con dos mástiles a modo de galeas, es decir, con el mástil de popa, la mesana, más bajo que el palo mayor, más a proa. Una de las razones fue el hecho de que se podía pasar con menos personal para manejar estos barcos.que se llamaban jakts o "Jaktegaleas".

## Jakt-Hardanger

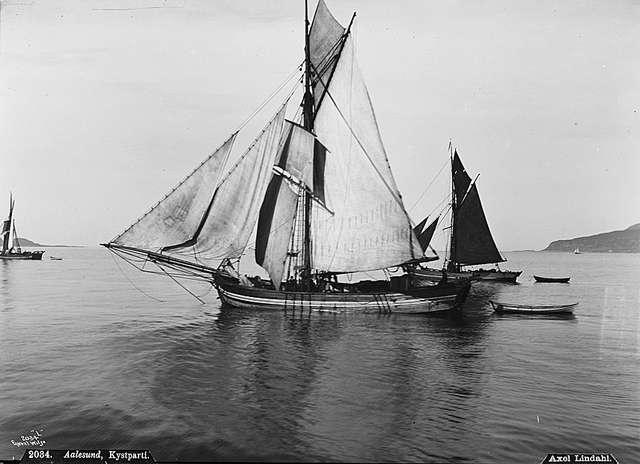
Jakt-Hardanger en Vigrafjorden, cerca de Ålesund. Foto: Axel Theodor Lindahl (1841–1906)

Hardangerjakt es un velero de un solo mástil con casco, espejo de popa, aparejado con vela cangreja y botavara que era un tipo de embarcación popular a finales del siglo XIX. Principalmente, el jakt se utilizaba como buque de carga en el ransporte costero, especialmente para transportar pescado salado desde el norte de Noruega al oeste de Noruega.
"Anna af Sand" es el barco "todavía a flote" más antiguo de Europa, botado en 1848, conservado como un ejemplo típico de jakt-Hardanger . El barco es propiedad del Museo Marítimo de Stavanger .

## Jakt vs. jekt
El jakt y el jekt son dos tipos de embarcación similares en tamaño, pero que se distinguen tanto por la forma del casco, como por la construcción y el aparejo. Los términos son tan similares que a menudo se usan indistintamente por error. En algunos lugares, el significado de jet se ha quedado arraigado, de modo que se utiliza (todavía incorrectamente) para ambos tipos de embarcaciones, como por ejemplo en los barcos de pesca de Ryfylke .
Los jekts solían ser barcos más pequeños, abiertos o con media cubierta, mientras que los jakts más grandes tenían una cubierta completa. Los jakts se construían con casco liso (kravell), en cambio los jekts se construían con casco tinglado (clinker) a la manera nórdica. La diferencia más notoria es la vela de proa del jekt versus el aparato de vela cangrea con bauprés del jakt.
Cuando los jakts de Hardanger más grandes  viajaban con cargas de leña y fruta desde Hardanger a las ciudades de la costa, a menudo llevaban un jakt más pequeño en el cargamento. En Rogaland, estos barcos fueron apodados Hardangergeit.